# St. Matthias (Fettehenne)

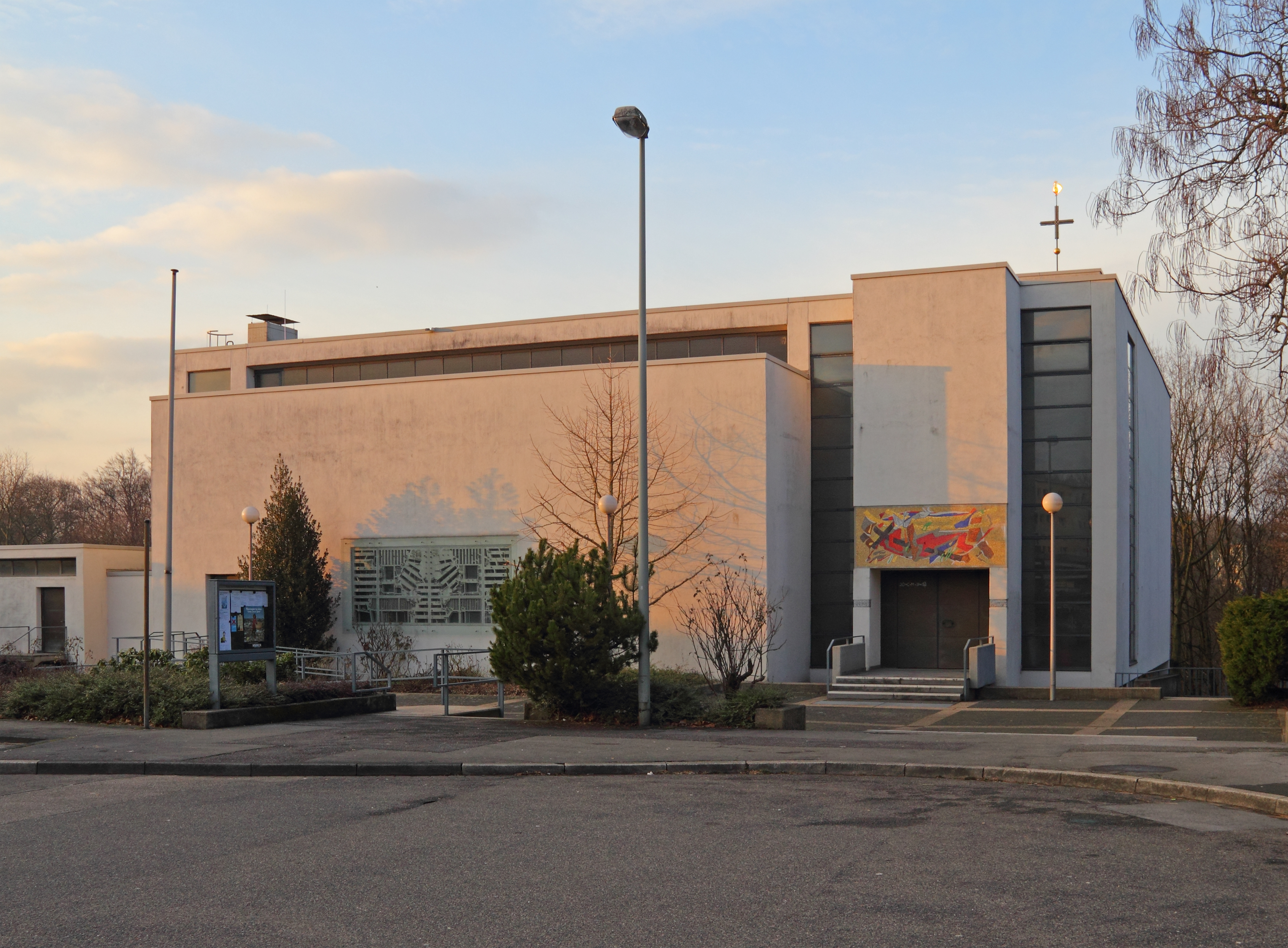
St. Matthias in Steinbüchel

Die Kirche St. Matthias ist ein katholisches Gotteshaus im Leverkusener Stadtteil Steinbüchel/Fettehenne. Sie ist Sitz der gleichnamigen Pfarrgemeinde im Seelsorgebereich Leverkusen Südost der Erzdiözese Köln.

## Geschichte
Am 15. Juni 1964 wurde die Gemeinde St. Matthias gegründet. Nach einem Architektenwettbewerb 1965 wurde die Kirche nach dem siegreichen Entwurf der Architekten-Brüder Harald und Eckart-Werner Richter errichtet und am 22. November 1967 durch Weihbischof Augustinus Frotz geweiht.

## Beschreibung
Der Bau ist betont schlicht gehalten. Mit seinen klaren rechtwinkligen Formen sollte er sich nicht wesentlich von der umgebenden Wohnbebauung unterscheiden, die von Baukörpern mit Flachdach geprägt ist. Einzige Auffälligkeit ist das beleuchtete Kreuz auf dem gedrungenen Kirchturm.

## Glocke
Die bronzene Kirchenglocke im Turm wurde 1967 von Hans Georg Hermann Maria Hüesker, Fa. Petit & Gebr. Edelbrock in Gescher gegossen. Sie hat einen Durchmesser von 607 mm und wiegt 140 kg. Ihr Schlagton ist e2±0.